# リカルド・コスタ
リカルド・ミゲル・モレイラ・ダ・コスタ（Ricardo Miguel Moreira da Costa, ポルトガル語発音: [ʁiˈkaɾðu ˈkɔʃtɐ], 1981年5月16日 - ）は、ポルトガル・ヴィラ・ノヴァ・デ・ガイア出身の同国代表元サッカー選手。現役時代のポジションはディフェンダー（センターバック）。

## クラブ経歴

### ポルト
出身地ヴィラ・ノヴァ・デ・ガイアの対岸にあるポルトのボアヴィスタFCの下部組織で育ち、プロデビューする前に同じ町のFCポルトの下部組織に移った。2002年にボアヴィスタとのダービーマッチでスーペル・リーガデビューしたが、ディフェンスラインではジョルジュ・コスタ、ペドロ・エマヌエル、ペペ、ブルーノ・アウヴェスなどが何年にもわたって健在であったため、ポルトでは脇役の域を出なかった。

### ヴォルフスブルク
出場機会の少なさから移籍を決意し、2007年7月にドイツ・ブンデスリーガのVfLヴォルフスブルクと3年契約を結んだ。2007-08シーズン序盤戦は不安定なプレーが続いたが、やがてクラブに不可欠な存在となり、5位でUEFAカップの出場権を獲得した。2008年夏に副キャプテンに就任し、2008-09シーズンのブンデスリーガ優勝に貢献した。2009年夏の移籍期間にはレアル・サラゴサに移籍する寸前まで至ったが、両クラブが合意に至らなかったため、移籍は破談になった。

### リール
2009-10シーズンもレギュラーとしてプレーしていたが、2010年1月28日、フランス・リーグ・アン（1部）のリールに移籍し、リーグ戦4位でのUEFAカップ出場権獲得に貢献した。

### バレンシア
2010年5月、プリメーラ・ディビシオンのバレンシアCFと4年契約を結ぶことが発表された。2011年3月9日、UEFAチャンピオンズリーグ決勝トーナメント1回戦のシャルケ04戦 (1-3) セカンドレグで移籍後初得点を記録したが、2試合合計2-4で敗退した。
2014年7月21日、バレンシアとの契約を解除した。

### バレンシア以後
2014年7月28日、カタール・スターズリーグのアル・サイリヤSCと契約した。
その後、2015年1月にはギリシャ・スーパーリーグのPAOKテッサロニキFCに移籍。
2016年2月1日にプリメーラに復帰し、グラナダCFと2017年6月までの契約を締結した。
2016年7月5日、スイス・スーパーリーグのFCルツェルンに移籍。レギュラーとしてリーグ戦33試合に出場し、ゴールも記録している。
2017年6月17日にプリメイラ・リーガのCDトンデラに2年契約で加入することが発表され、10年振りに母国へ復帰した。2019年7月1日、ユース時代に在籍したボアヴィスタに復帰した。
2020年8月13日に現役引退とボアヴィスタのスポーツディレクターに就任することが発表された。

## 代表経歴
U-21ポルトガル代表では23試合に出場し、2004年にはアテネオリンピックに参加した。2005年にポルトガルA代表に初招集され、ジョルジュ・アンドラーデなどもあって2006 FIFAワールドカップの出場メンバーに登録された。ドイツで開催された本大会では3位決定戦のドイツ戦に出場した。
2010年5月10日、カルロス・ケイロス監督は2010 FIFAワールドカップに出場する24人のメンバーにコスタを含め、4年ぶりに代表に復帰することになった。本大会では右サイドバックとしてグループリーグのブラジル戦 (0-0) と決勝トーナメント1回戦のスペイン戦 (0-1) の2試合に出場した。敗退したスペイン戦ではロスタイムにレッドカードを受けて退場している。
2013年10月11日のワールドカップ予選、イスラエル戦で、代表初得点を挙げた。

## 代表歴

### 出場大会
- ポルトガル代表
  - 2006 FIFAワールドカップ
  - 2010 FIFAワールドカップ
  - 2014 FIFAワールドカップ

### 試合数
- 国際Aマッチ 23試合 1得点（2005年-2014年）[15]

| ポルトガル代表 | 国際Aマッチ | 国際Aマッチ |
| 年             | 出場        | 得点        |
| -------------- | ----------- | ----------- |
| 2005           | 2           | 0           |
| 2006           | 5           | 0           |
| 2007           | 0           | 0           |
| 2008           | 0           | 0           |
| 2009           | 0           | 0           |
| 2010           | 4           | 0           |
| 2011           | 0           | 0           |
| 2012           | 3           | 0           |
| 2013           | 4           | 1           |
| 2014           | 5           | 0           |
| 通算           | 23          | 1           |

## タイトル

### クラブ
ポルト
- UEFAカップ : 2002-03
- UEFAチャンピオンズリーグ : 2003-04
- インターコンチネンタルカップ : 2004
- スーペル・リーガ : 2002-03, 2003-04, 2005-06, 2006-07
- タッサ・デ・ポルトガル : 2003-04, 2005-06

ヴォルフスブルク
- ブンデスリーガ : 2008-09[16]